# Ethan Quinn
Ethan Quinn (* 12. März 2004 in Fresno, Kalifornien) ist ein US-amerikanischer Tennisspieler.

## Karriere
Quinn spielte bis 2022 nur gelegentlich auf der ITF Junior Tour. In der Jugend-Rangliste erreichte er Rang 14. Bei den Grand-Slam-Turnieren schaffte er es im Einzel nie über die zweite Runde hinaus. Im Doppel konnte er bei den US Open 2021 mit Nicholas Godsick das Halbfinale erreichen.
Nach einem Turnier 2021, spielte Quinn ab 2022 regelmäßig bei den Profis. Auf der drittklassigen ITF Future Tour konnte er in drei Finals erreichen, von denen er zwei zu Titeln verwertete. Auch im Doppel gewann er die ersten zwei Titel. Auch auf der ATP Challenger Tour konnte er seine ersten zwei Siege verbuchen. Durch den Finaleinzug bei den U18-Meisterschaften im Einzel sowie den Titel im Doppel bekam er Wildcards für die US Open 2022 zugesprochen. Im Einzel aber nur für die Qualifikation, wo er zum Auftakt Ernesto Escobedo, die Nummer 169, besiegen konnte, in der Folge aber gegen Federico Delbonis verlor. Im Doppel, wo er mit seinem Junioren-Doppelpartner Godsick zusammen antrat, überraschten sie Nikolos Bassilaschwili und Hans Hach Verdugo in der ersten Runde und gewannen in zwei Sätzen. In der zweiten Runde verloren sie gegen die favorisierte kroatische Paarung Nikola Mektić und Mate Pavić. Durch die Punkte konnte sich Quinn in den Top 400 der Doppel-Weltrangliste platzieren, während er im Einzel ein Karrierehoch von Rang 454 erreichte.
Mitte 2022 begann er ein Studium an der University of Georgia, wo er auch College Tennis spielte. Quinn war unter allen potentiellen Tennisrekruten die Nummer 1.

## Erfolge
| Legende (Anzahl der Siege) |
| Grand Slam                 |
| ATP Finals                 |
| ATP Tour Masters 1000      |
| ATP Tour 500               |
| ATP Tour 250               |
| ATP Challenger Tour (1)    |

### Einzel

#### Turniersiege
| Nr. | Datum             | Turnier   | Belag         | Finalgegner         | Ergebnis |
| --- | ----------------- | --------- | ------------- | ------------------- | -------- |
| 1.  | 17. November 2024 | Champaign | Hartplatz (i) | Nishesh Basavareddy | 6:3, 6:1 |